# French Cookin'
| Recensione | Giudizio |
| ---------- | -------- |
| AllMusic   |          |

French Cookin' è un album discografico del sassofonista jazz statunitense Budd Johnson, pubblicato dall'etichetta discografica Argo Records nel novembre del 1963.

## Tracce

### LP
Lato A
1. La petite valse – 3:05 (testo: E. A. Ellington, Phyllis Claire – musica: Joe Heyne)
2. Le grisbi – 5:40 (testo: Marc Lanjean, adattamento in lingua inglese di Norman Gimbel – musica: Jean Wiener)
3. I Can Live with the Blues – 4:30 (musica: Budd Johnson)
4. Darling je vous aime beaucoup – 4:30 (Anna Sosenko)

Lato B
1. Under Paris Skies – 4:20 (testo: Jean Dréjac, adattamento in lingua inglese di Kim Gannon – musica: Hubert Giraud)
2. Hugues' Blues – 3:50 (musica: Budd Johnson)
3. Je vous aime – 4:55 (musica: Sam Coslow)
4. Je t'aime – 4:00 (musica: Harry Archer)

## Musicisti
- Budd Johnson – sassofono tenore
- Hank Jones – piano
- Kenny Burrell – chitarra
- Everett Barksdale – chitarra
- Milt Hinton – contrabbasso
- Willie Rodriguez – percussioni latine
- Osie Johnson – batteria
- Joseph Venuto – marimba, vibrafono

Note aggiuntive
- Esmond Edwards – produttore, supervisione
- Registrazioni effettuate il 30 gennaio 1963 al Van Gelder Studio, Englewood Cliffs, New Jersey
- Rudy Van Gelder – ingegnere delle registrazioni
- Don Bronstein – foto copertina album originale
- Bob Messinger – note retrocopertina album originale [4]